# Avishai Cohen
Avishai Cohen (* 20. April 1970 im Kibbuz Kabri) ist ein israelischer Jazz-Bassist, Sänger, Bandleader, Komponist und Arrangeur des Modern Jazz. Er kombiniert (nach Einschätzung von Alex Henderson im All Music Guide) in seinem Stil Einflüsse des Nahen Ostens und der israelischen Musik mit Fusion und akustischem Jazz. Das Bassplayer Magazine listete ihn unter den 100 einflussreichsten Bassisten des 20. Jahrhunderts.

## Leben und Wirken
Avishai Cohen stammt aus einer musikalischen Familie. Im Alter von elf Jahren begann er mit dem Klavierspiel und fing mit 14 Jahren an, sich für den Jazz zu interessieren. Nachdem er Klavier in einer Schul-Jazzband gespielt hatte, wechselte er zum elektrischen Bass, inspiriert von der Musik von Jaco Pastorius. Mit 16 Jahren besuchte Cohen die Music & Arts High School in Jerusalem, später spielte er dann bei lokalen Auftritten in Jerusalem, bis er schließlich seinen Militärdienst ableistete. Danach wechselte Cohen das Instrument, zum akustischen Bass.

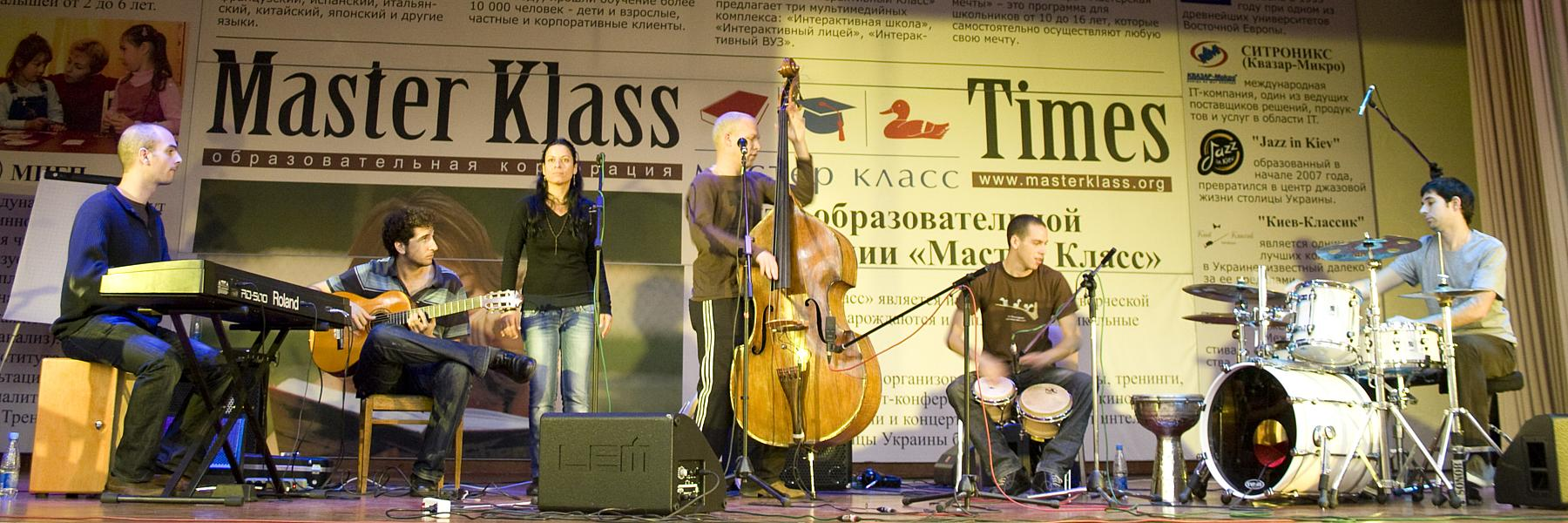
Avishai Cohen Eastern Unit in Kiew, Ukraine, 2008

Im Jahr 1992 zog er nach New York, wo er sich anfangs u. a. als Möbelpacker und Bauarbeiter durchschlagen musste und sein Bassspiel meist nur in Parks oder U-Bahnen zu hören war. Er besuchte dort auch die New School for Jazz and Contemporary Music. Nach gemeinsamen Auftritten mit Größen wie Paquito D’Rivera, Joshua Redman, Wynton Marsalis oder Roy Hargrove engagierte ihn der Latinjazzpianist Danilo Pérez für seine Band, und 1996 holte ihn dann der Weltklassepianist Chick Corea in sein neu formiertes akustisches Sextett Origin. Bis 2003 gehörte Cohen zu den Bands von Chick Corea. Cohen spielte außerdem u. a. mit Ravi Coltrane und Leon Parker sowie mit eigenen Formationen in kleinen Clubs. 1996 spielte er bei dem Gitarristen Kurt Rosenwinkel. 1997 erhielt er einen Plattenkontrakt und nahm ein erstes Album, Adama, für das Stretch-Label auf. Außerdem arbeitete er in dieser Zeit u. a. mit Seamus Blake, Steve Davis, Claudia Acuña, Herbie Hancock, Amos Hoffman, Bobby McFerrin und Danilo Pérez.
Nach seinem Ausscheiden aus der Corea-Band gründete er das Avishai Cohen Trio mit dem Schlagzeuger Mark Guiliana und dem israelischen Pianisten Shai Maestro. Cohen kehrte schließlich nach Israel zurück.
Mit seinem eigenen Trio (mit Shai Maestro und Itamar Doari) nahm er nach 2005 eine Reihe von Alben auf dem Razdaz Recordz-Label auf und trat 2008 beim Jazzfest Berlin auf. Seit dem Album Duende (2012), spielte Nitai Hershkovits am Klavier; zudem löste Ende 2013 Daniel Dor den bisherigen Schlagzeuger Mark Guiliana ab. Auf dem Studioalbum Arvoles (2019) hört man Cohen mit dem aus Aserbaidschan stammenden Pianisten Elchin Shirinov und Noam David am Schlagzeug. Auf der Hälfte der zehn Tracks gastieren der Posaunist Björn Samuelsson und der Flötist Anders Hagberg. Seit dem Album Shifting Sands (2022) gehört neben Elchin Shirinov die junge Schlagzeugerin Roni Kaspi zu seinem Trio. Ende 2022 folgte Guy Moskovich auf Elchin Shirinov am Klavier. Außerdem spielte Cohen mit Ziv Ravitz (Images from Home, 2009).
Außerhalb des Jazz arbeitete Cohen mit der Sängerin Alicia Keys und dem Israel Philharmonic Orchestra zusammen. 2021 wirkte er mit den Göteborger Symphonikern, 2017 (auch als Sänger) „überaus pop-affin“ auf seinem Album 1970.

## Zitat
Es gibt viele israelische Songs, die auf russischen Songs basieren. Osteuropäische Melodien, versehen mit hebräischen Texten. Das wurde zu einem Folk-Idiom in Israel. Dann gibt es Komponisten, die den mediterranen Sound und die arabischen Rhythmen der Darabouka mit westlichen Harmonien verbanden. Das brachte einen speziellen Sound hervor. Dieser Sound bin ich.

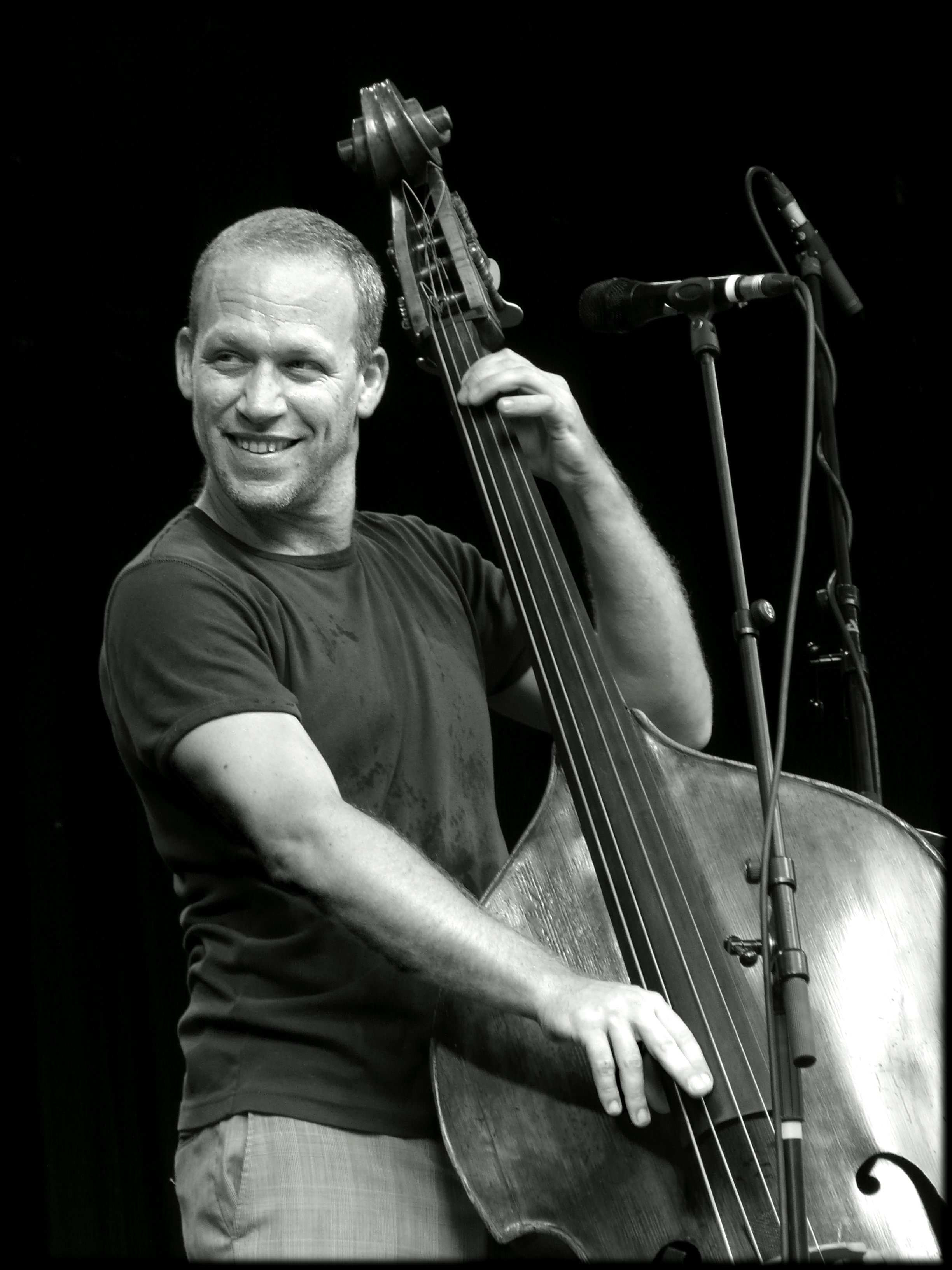
Avishai Cohen (2010)

## Diskografische Hinweise
- Adama (Stretch, 1998)
- Devotion (Stretch, 1999)
- Colors (Stretch, 2000)
- Unity (Stretch, 2001)
- Lyla (Razdaz Recordz, 2003)
- At Home (Razdaz Recordz, 2005)
- Continuo (Razdaz Recordz, 2006)
- As Is... Live at the Blue Note (Razdaz Recordz, 2007)
- Gently Disturbed (Avishai Cohen Trio; Razdaz Recordz, 2008)
- Aurora (Blue Note, 2009)
- Seven Seas (EMI/Blue Note Records, 2011)
- Duende (mit Nitai Hershkovits; EMI/Blue Note Records, 2012)
- Almah (Razdaz Recordz, 2013)
- From Darkness (Avishai Cohen Trio; Razdaz Recordz, 2015)
- 1970 (Masterworks, 2017)
- Arvoles (Razdaz Recordz, 2019)
- The 50 Gold Collection (Naïve 2020; Compilation)
- Two Roses (Naïve 2021)
- Shifting Sands (Naïve 2022)[5]
- Brightlight (Naïve 2024)

## Filmmusik
- 2017: Das Leben ist ein Fest (Le sens de la fête)

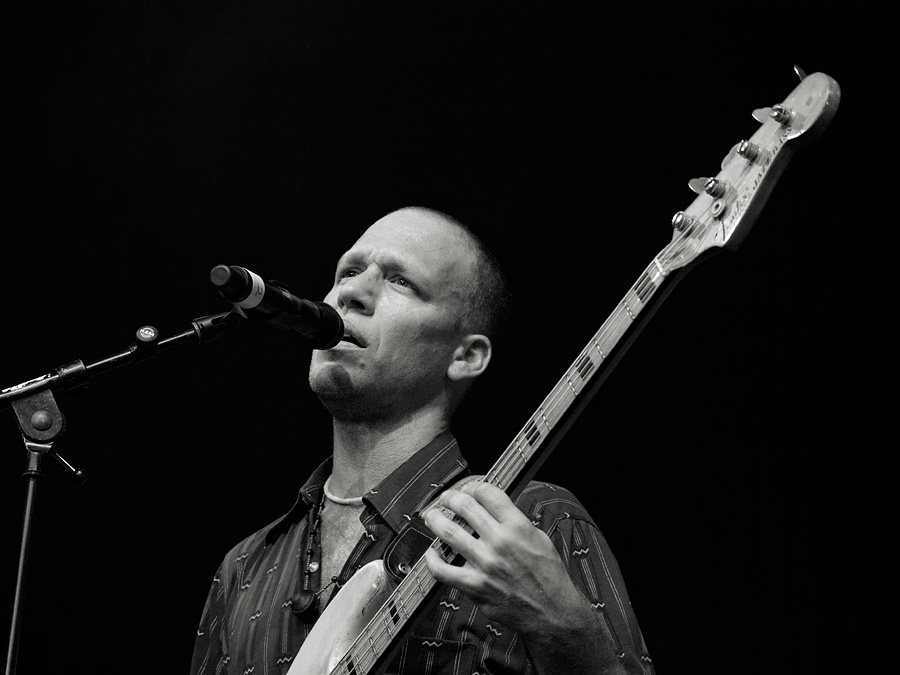
Avishai Cohen, Moers Festival 2008

- 2022: Tel Aviv – Beirut